# 沈晉
沈晉（1916年11月4日—2011年10月20日），江苏高邮人，中国水文學家、教育家。1953年3月加入中國民主同盟，第六至八屆全國政協委員，陝西省第七、八屆人大代表，陝西省第二至六屆政協委員。曾任中國水力發電工程學會理事、黃河水利委員會水文總站主任、全國高等學校水利水電類教材編審委員會副主委、中國水利學會水文專業委員會委員、陝西省水利學會、水力發電工程學會副理事長、西安市水利學會理事長、水資源學會理事、中國際文化交流中心陝西分會理事。

## 生平
1916年11月4日出生於江蘇省高郵縣，1939年畢業於國立武漢大學土木系，先後擔任黃河水利委員會水文總站主任、北洋大學西京分院副教授、西北工學院副教授。1949年至1981年先後擔任西北工學院、西安交通大學、西北農學院、陝西機械學院教授和水利系主任。1981年至1988年5月任陝西機械學院副院長、教授、博士生導師。
1988年5月至1992年3月任政協陝西省第六屆委員會副主席，民盟省委主委。1992年3月至1998年1月任陝西省第七屆、八屆人大常委會副主任，民盟省委主委，陝西機械學院教授、學位委員會主任、博士生導師。
2004年12月離職休養。2011年10月20日因病於西安逝世，享年95歲。

## 學術成就
沈晉長期從事水文水利教學、科研工作，是中國有突出貢獻的專家，曾獲陝西省“勞動模範”和國家教委“全國優秀教師”等榮譽稱號。作為著名的水文學專家，沈晉對中國黃河流域水文有專門研究和重大影響。
主持《黃土地區暴雨洪水產匯流規律》、《水資源系統與調度》、《水庫泥沙》等課題的研究並取得了重大成果。主編過《黃河水文》及黃河水文叢冊，著有《延河水利水保措施對固體徑流的影響》等多篇論文，合編有《工程水文學》、《水文及水利水電規劃》（上）等教科書。從1959年開始培養固體徑流方面的研究生，為工程水文及水資源學科的博士導師、《陝西機械學院學報》主編。